# Lukáš Vácha
Lukáš Vácha [ˈlʊkaːʃ ˈvaːxa] (* 13. Mai 1989 in Prag) ist ein ehemaliger tschechischer Fußballspieler.

## Vereinskarriere
Lukáš Vácha begann mit dem Fußballspielen im Alter von fünf Jahren bei Slavia Prag. Anfang 2007 schaffte der Mittelfeldspieler den Sprung in den Profikader. Noch als A-Jugendlicher hatte Vácha am 27. November 2006 im Spiel gegen den FK Teplice in der Gambrinus Liga debütiert.
Von Juli 2007 bis Januar 2008 war Vácha an den FK Jablonec 97 ausgeliehen, für den er zehn Erstligaspiele absolvierte. Anschließend wechselte er erneut auf Leihbasis zum FC Slovan Liberec. In der Vorbereitung auf die Rückrunde der Saison 2007/08 zog sich der Defensivspieler jedoch einen Kreuzbandriss zu, der ihn zu einem halben Jahr Pause zwang.
Zur Saison 2008/09 kehrte Vácha zu Slavia Prag zurück, wurde aber schon im Januar 2009 erneut ausgeliehen, diesmal an Baník Ostrava. Für die Spielzeit 2009/10 wurde der Mittelfeldspieler erneut an Slovan Liberec verliehen.

## Nationalmannschaft
Vácha spielte für die tschechischen Juniorenauswahlmannschaften U-16, U-17 und U-19 sowie für die U-21-Nationalmannschaft. Bei der U-17-Fußball-Europameisterschaft 2006 gewann er mit Tschechien die Silbermedaille. 2014 gab er sein Debüt für die A-Nationalmannschaft.